# Agnes van Leeuwenberch

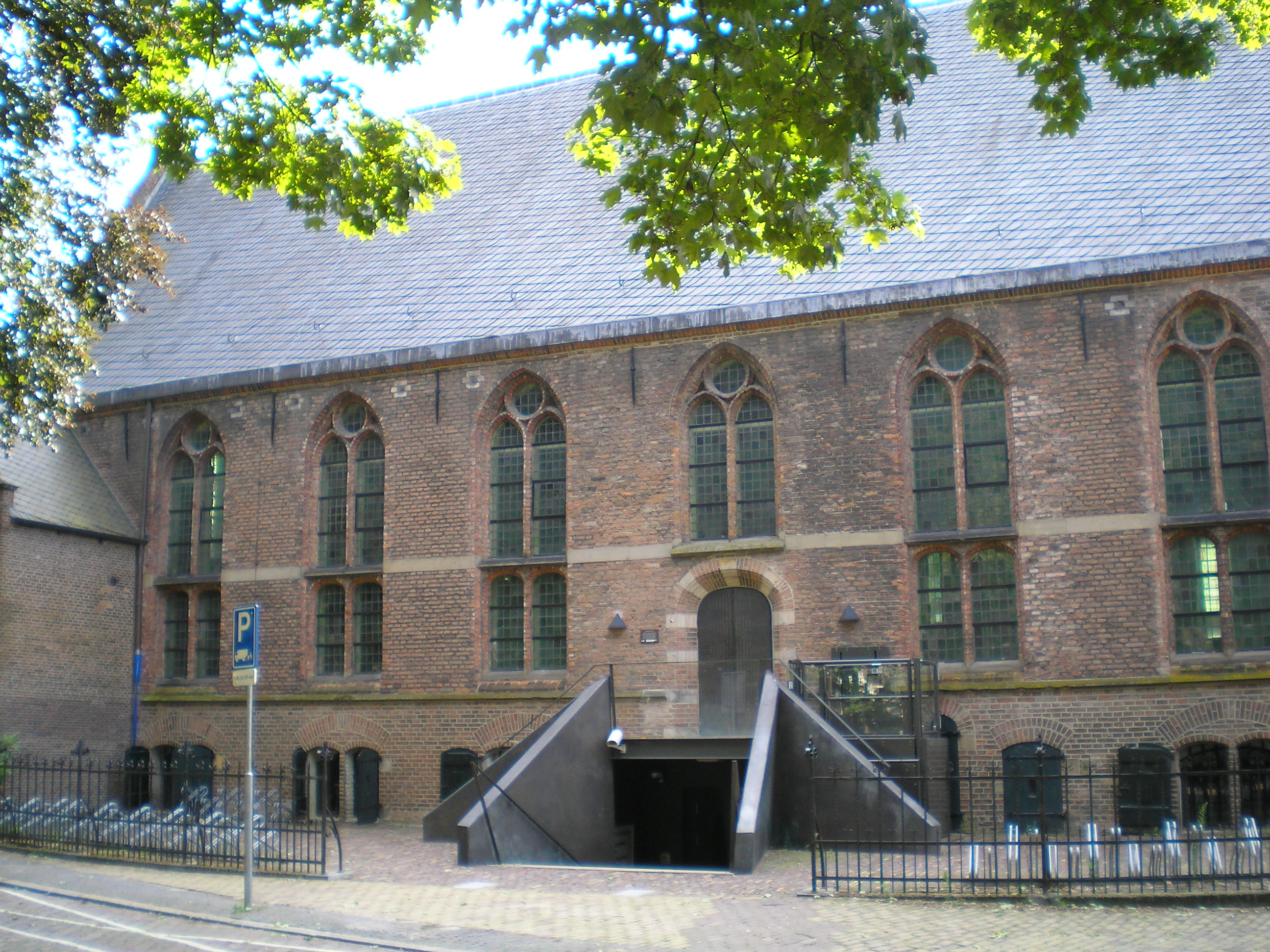
Leeuwenbergkerk op het Servaasbolwerk te Utrecht

Agnes van Leeuwenberch (Utrecht, ca. 1500 - Utrecht, 1562) was de stichter van het Leeuwenbergh Gasthuis.
Van Leeuwenberch was een dochter van Henrick van Leeuwenberch en Margaretha Proys. Ze trouwde met Steven van Rutenberch (gestorven 1544), lid van het stadsbestuur van Arnhem. Dit huwelijk bleef kinderloos.
Van Leeuwenberch liet na haar dood haar geld na voor de verzorging van zieken. Zij was net overleden toen rond 1550 een speciaal ziekenhuis voor pestlijders werd gebouwd. Het geld hiervoor kwam van Van Leeuwenberch. Van dat geld werd een stuk grond gekocht op het Servaasbolwerk bij de stadsmuur. Hierop werd het pesthuis Leeuwenbergh gebouwd. De ziekte was op dat moment aan het verdwijnen en het pesthuis stond vaak leeg. In 1794 werd het verbouwd tot kazerne en in 1930 werd dit de Leeuwenbergkerk. Later werd het pand een accommodatie voor feesten en concerten.